# Hans Lenk
Hans Lenk (Berlino, 23 marzo 1935 – Karlsruhe, 30 luglio 2024) è stato un canottiere tedesco.

## Biografia
Hans Lenk nacque a Berlino il 23 marzo 1935.
Partecipò alle Olimpiadi del 1960 dove vinse la medaglia d'oro.
Morì a Karlsruhe il 30 luglio 2024 all'età di 89 anni.

## Palmarès

### Olimpiadi
- 1 medaglia[3]:
  - 1 oro (Roma 1960 nell'otto)

### Europei
- 2 medaglie[4]:
  - 2 ori (Poznań 1958 nell'otto; Mâcon 1959 nell'otto)